# Trojovice
Trojovice (německy Trojowitz) jsou obec v okrese Chrudim v Pardubickém kraji. Žije zde 183 obyvatel.

## Historie
První písemná zmínka o obci pochází z roku 1244.

### Založení a rozšiřování vsi
Trojovice byly založeny pravděpodobně ve 12. století, osada ležela uprostřed tří újezdů (zřejmě proto také název Trojovice), tj. Zájezdec, Řestoky a Honbice, a do roku 1244 zůstávala v poddanosti Kladrubského kláštera. Pak se však stala už samostatnou osadou, tzv. vladyckou, což znamená, že v obci byl přítomen vladyka a "sedláci", přičemž sídlem vladyky byl poplužní dvůr, zatímco sídlem sedláků byly selské či kmecí dvory.
Nákladem některého z vladyků byl roku 1374 vystavěn kostel, který stával v místech nynějšího kostela Michala archanděla a farní budova v severovýchodní části nynějšího hřbitova.

#### Tvrz a poplužní dvory
Poplužní dvůr nesloužil příliš dlouho za obytné stavení, záhy byla všechna dvorská stavení ponechána pouze k účelům hospodářským a jako obytné stavení začala fungovat nově vystavěná tvrz. Kdy byla tvrz postavena, prameny neuvádějí, ale s určitostí lze říci, že stávala mezi mlýnem a čp. 65, tedy v místě, kterému se dnes říká "Na kopečku".
Za starých časů tvrz fungovala jako panské sídlo, méně opevněné. Pro tvrz byl nejprve přichystán pahrbkovitý návoz (vedle naváženého kopečku), pod kterým povstal ve vybraných místech rybníček, jenž byl v pozdějších zprávách označován "příkopem vodným" a byl spojen strouhou s místním potokem. Tvrze byly většinou roubeny ze dřeva (obyčejně o třech poschodích) a teprve později stavěny výhradně z kamene. Soudí se, že i zdejší tvrz byla celá dřevěná. Při tvrzi obvykle stával malý dvorek a vše uzavíraly hradba, příkop a násep s plotem. Tvrz byla užívána nepochybně do roku 1469, poté byla zničena. Tehdejší vladyka už tvrz samu neobnovil a namísto ní postavil v místech, kde se rozkládaly sady k mlýnu, nový poplužní dvůr a obytná stavení.
Před rokem 1541 stávaly v Trojovicích dva poplužní dvory, což lze vysvětlit tak, že majetník starého i nového poplužního dvora z neznámých příčin odprodal menší část svého majetku. Kmecích dvorů bylo v 15. a 16. století v Trojovicích několik a náležely různým držitelům, tj. některé patřily k prvotnímu dvoru, některé k druhému novějšímu dvoru, jiné klášteru Tržku, jež byly později připojeny ke Kunětické Hoře. Roku 1584 zde sídlilo deset usedlých lidí, tj. deset selských či kmecích dvorů.
Majetník prvotního poplužního dvoru dal roku 1567 postavit mlýn v těch místech, v kterých se i dnes nachází. Staré letopisy rovněž uvádějí, že v obci stávala krčma, s kterou byly současně (ne-li dříve) postaveny i pivovar a pálenice. Naproti původnímu pivovaru pak stávalo chmelařovo obydlí, okolo něhož se rozprostírala chmelnice. Posledními se zdejších sládků byli: roku 1666 Martin Kapřík, roku 1690 Václav Kramařík a roku 1691 Krištof Hauer.
Až do roku 1629 byly Trojovice v rukou různých držitelů a teprve poté byly připojeny pod panství jediného pána, držitele hrochovo-týneckého panství. V tomto roce a v letech následujících řádili v krajině Švédové, neboť po bitvě na Bílé hoře přicházelo vojsko po vojsku do Chrudimi a okolí, a to zvláště na tuto stranu. Švédové přišli do Trojovic i jeho okolí několikrát v letech 1639, 1643, 1645 a 1648, plenili a rovněž spalovali tvrze a dvory. V Trojovicích byly oba poplužní dvory zpustošeny tak silně, že byly zrušeny a namísto nich byla kolem roku 1650 vybudována jiná hospodářská stavení na nových místech. Po třicetileté válce byla celá obec přestavěna, čímž nabyla jiné tvářnosti, kterou si pak s malými změnami udržela až do rozdělení dvora roku 1785. Tehdy byla ves rozšířena o sedm nových čísel, která byla postavena na bývalých panských zahradách a sadech (jde o čp. 53, 54, 55, 56, 57, 66 a 67).

#### Trojovické pozemky
K zdejší osadě náležely pozemní rozlohy o velikosti 473 jiter 770 sáhů. Názvy jednotlivých pozemků jsou datovány teprve k roku 1839. Polím v lukách se dříve říkalo "za kravinami", polím "u hlubokého ouvozu" se říkalo "nad Řestockou a Trojovskou cestou až ke kapli" a polím "v klínu u nabočanské cesty" se říkalo "od nabočanské cesty až k farskému poli".

### Kostel a náboženství osadníků
Osada Trojovice byla založena v době, ve které bylo křesťanství v českých zemích už plně rozšířeno. Podle církevního rozdělení spadaly Trojovice k chrudimskému děkanátu, jenž byl částí královéhradeckého arciděkanátu. Roku 1350 bylo však založeno litomyšlské biskupství a Trojovice tak připadly pod pravomoc litomyšlského biskupa.
V které době byly postaveny kostel a farní budova, prameny neuvádějí. Muselo se tak však stát nepochybně ještě před rokem 1374, neboť v tomto roce se osada už vyskytuje mezi osadami farními a pravděpodobně v tomtéž roce byly také pod zdejší faru přiřazeny Přestavlky a Zájezdec. Patronem kostela i fary byl zdejší pán, který mohl dokonce biskupovi navrhovat osobu, které měla být fara udělena.
Celé Čechy a obzvláště také Chrudimsko nebylo spokojeno s upálením mistra Jana Husa v Kostnici roku 1415 a s žalářováním Jeronýma Pražského, a tak proti takovému jednání sepsali protest, který podepsalo 452 pánů a rytířů, mezi nimiž lze jmenovat i tehdejší držitele Trojovic, např. Václav z Honvic, Jan a Mikuláš ze Seslavic, Petr z Nabočan, Martin, Filip, Beneš a Jan Rúbík ze Synčan ad. Lid zdejší osady se poté stal se kališnickým, v kterémžto učení setrval až do počátku třicetileté války. Po bitvě na Bílé hoře se však zdejší držitel dvora Volf Viktorin Hradecký nechtěl kalicha vzdát (stejně jako mnoho dalších pánů), a musel proto odejít. "Stateček svůj trojovický" odevzdal dne 8. září 1629 Kašparovi Cellerovi z Rozenthalu a odstěhoval se ze země. Zbylí osadníci pak pod nátlakem uvedených okolností opustili kališnické náboženství a vrátili se ke katolictví.
Následkem plenění během třicetileté války bylo např. i to, že roku 1677 byly při zdejším kostele nalezeny pouze dva stříbrné kalichy, stará mosazná křtitelnice a tři zvony. Dalším důsledkem tehdejších dob byl i nedostatek kněží. Kališničtí kněží byli totiž vypovězeni a katolických byl nedostatek, proto jediný katolický farář musel vykonávat duchovní správu ve více kolaturách. Také Hrochův Týnec byl tehdy bez duchovního správce, a tudíž tam církevní obřady vykonávali duchovní z Dašic, Chroustovic a nejčastěji z Trojovic. Teprve po roce 1650 byl Hrochův Týnec jako filiální přiřazen k zdejšímu kostelu. Od roku 1681 byla zdejší kolatura bez duchovního správce, a tak všechny duchovní potřeby vykonával chroustovický farář Laurentius František Herrmann na tamní faře, které se roku 1683 vzdal a z čistého soucitu přijal místo na zdejší chudší faře. Brzy nato však byla trojovická fara přeložena do Hrochova Týnce, a to z popudu Anny Beatrix Cellerové, manželky Jana Václava Cellera z Rozenthalu, jemuž Trojovice tehdy náležely. Hrochův Týnec byl bezpochyby zámožnější osadou, a proto také mohl mnohem lépe zajišťovat potřeby farního chrámu než malá obec Trojovice. Prvním farářem v Hrochově Týnce se roku 1704 stal poslední trojovický farář Petr Koukal, který se zpočátku zapisoval jako "farář Týnecký a Trojovický", později však ani on, ani jeho nástupci už druhý přídomek neuváděli. Zdejší kostel se tedy stal filiálním hrochovo-týneckého chrámu Páně.
V polovině 18. století trojovický kostel vyhořel a stála-li v té době ještě farní budova, padla i ta. Proto roku 1744 vystavěli tehdejší držitelé Trojovic, premonstráti, nový kostel z kamene a s šindelovým krytem, přičemž věže bývaly původně dvě, báňovité, z nichž menší stála nad presbyteriem. I tento nově vystavěný kostel však roku 1855 vyhořel, takže z původní stavby zbyly jen ohořelé zdi a některé drobnosti, které byly z kostela vyneseny.
Trojovičtí, přestavlčtí a zájezdečtí osadníci pak prosili patrona kostela pana Šlechtu z Hrochova na Týnci Hrochově, aby jim vystavěl další nový kostel, avšak ten prosbu zamítl. Rozhodli se tedy, že si kostel postaví sami. Stavba byla dokončena roku 1860 a dne 18. listopadu téhož roku v něm byla sloužené první mše. O vnitřní výzdobu kostela se postaralo více dobrodinců, např. císař Ferdinand Dobrotivý daroval 300 zlatých; P. Eduard Prašinger (tehdejší hrochovotýnecký farář) věnoval obraz Michala archanděla nad hlavním oltářem; biskup královéhradecký 40 zlatých, za něž byl opatřen ornát; Josef Keller (majetník velkostatku v Přestavlkách) dva malé oltáříčky po evangelní straně; Vojtěch Sýkora jeden malý oltáříček sv. Vojtěcha a polštáříčky na oltář. Varhany byly postaveny téměř jen nákladem zdejšího učitele Jana Pospíšila. Obrazy nad hlavním oltářem byly pořízeny sbírkami. V hrobce, kterou lze nalézt poblíž kazatelny, byli pochováni Jaroslav Talacko z Ještětic na Přestavlkách a paní Sidonie Žofie Talacková z Ještětic na Přestavlkách. Na zvonici se nalézají dva zvony, z nichž větší sv. Michal byl ulit roku 1762 a býval prostředním zvonem před vyhořením kostela roku 1855. Bývalý malý zvonek praskl a byl uchováván na hrochovotýnecké faře. Malý zvonek "umíráček" byl opatřen roku 1859 nákladem obce.
Okolo zdejšího kostela se na straně půlnoční a polední rozprostíral starý hřbitov, na nějž se pochovávalo až do roku 1870. V jihozápadním rohu starého hřbitova, naproti dveřím na zvonici, stávala asi do roku 1840 kostnice, do níž se sestupovalo dolů po schůdkách. Od roku 1870 se počalo pochovávat na novém hřbitově.

### Škola
Nelze přesně určit, kdy byla v Trojovicích založena škola, muselo to však být nepochybně již v době, kdy zde stávala fara. Učitelem býval obvykle člověk zběhlý v čtení a psaní, který vyučoval jen v zimním období, zatímco v létě pracoval na poli jako každý jiný osadník.
Ve farní matrice se lze dočíst, že před rokem 1665 zde kantorskou funkci zastával Kristian Roberstein z Hamer Bysterských. Další zmínka je až z roku 1676, kdy školu v zimě navštěvovalo 4 až 5 žáků. Roku 1682 zde působil jako kantor a varhaník Fridrich Hampela, avšak později, když byla fara odtud přenesena, škola docela zanikla. Po vydání tzv. normalu školního roku 1774 docházely trojovické děti do školy v Řestokách, čímž se počet školních dětí rozmnožil, a protože zde nebyla žádná školní budova, začalo se přemýšlet o její výstavbě. V roce 1792 bylo vyhověno žádosti o zřízení školy v Trojovicích a od roku 1821 zde působil Václav Sýkora, rodák z Hrochova Týnce. Do doby, než byla školní budova vystavěna, probíhalo vyučování v soukromých domech. Patronem zdejší školy byl držitel hrochovo-týneckého panství, který byl z tohoto postu zavázán opatřit všechno stavivo na vybudování nové školy. V roce 1834 však škola v Hrochově Týnci shořela a tak se ředitel panství Jan Kozlík pokusil bez vědomí trojovických občanů přiškolit Trojovice a Přestavlky k Hrochovu Týnci, kde by pro ně v nové školní budově byla vybudována jedna místnost navíc. Trojovští občasné však na tuto variantu nepřistoupili a rozhodli se, že si sami budou učitele vydržovat, což znamenalo to, že z každého čísla v obci šel na plat učitele půlzlatník a kromě toho bylo zapotřebí dodávat do školy palivo. Od roku 1838 bylo pak zavedeno placení školného.
Teprve roku 1843 byla vystavěna v Trojovicích nová školní budova.

## Obyvatelstvo
| Rok            | 1869 | 1880 | 1890 | 1900 | 1910 | 1921 | 1930 | 1950 | 1961 | 1970 | 1980 | 1991 | 2001 | 2011 | 2021 |
| -------------- | ---- | ---- | ---- | ---- | ---- | ---- | ---- | ---- | ---- | ---- | ---- | ---- | ---- | ---- | ---- |
| Počet obyvatel | 373  | 396  | 401  | 381  | 404  | 373  | 335  | 270  | 271  | 247  | 217  | 186  | 194  | 191  | 180  |
| Počet domů     | 74   | 74   | 74   | 73   | 75   | 75   | 77   | 77   | 73   | 67   | 65   | 72   | 75   | 72   | 74   |

## Obecní správa

### Obecní symboly
Znak a vlajka byly obci uděleny rozhodnutím předsedy Poslanecké sněmovny Parlamentu České republiky dne 6. června 2017.

## Pamětihodnosti
- Tvrz u rybníka, archeologické naleziště
- Kostel svatého Michala